# 林奇梅
林奇梅 （1947年3月7日—）是旅英女作家、诗人和翻譯家，歐洲華文作家協會会员。

## 生平
林奇梅1947年3月7日出生于台湾嘉义，畢業於台灣銘傳女子商業專科學校（今銘傳大學），伦敦大学伯贝克学院，现居伦敦。

## 寫作
创作散文、诗歌和少年儿童小说。多项作品获华文著述奖及中小学生评选推介优良课外读物。

## 獲獎
林奇梅以「厝鳥仔遠飛」散文集，贏得僑聯文教基金會九十三年華文著述獎散文類第一名。

## 作品
《伦敦寄语》、《厝鸟仔远飞》、《美的飨宴》、《金黄耀眼》、《青草地》、《老田巷》、《林奇梅童诗选——红女巫，风筝，小溪》、《稻草人杰克》、《稻草人贝克》、《稻草人迪克》、《兔子的试探》等。